# Nymula pedronia
Nymula pedronia är en fjärilsart som beskrevs av Hans Ferdinand Emil Julius Stichel 1910. Nymula pedronia ingår i släktet Nymula och familjen Riodinidae. Inga underarter finns listade i Catalogue of Life.